# Harry G. Bucht
Harry Georg Bucht, född 4 april 1898 i Vasa, död 23 augusti 1992, var en svensk direktör.
Harry G. Bucht var son till konsul Georg Bucht och Gertrud Hartman. 1917 tog han studentexamen i Djursholm, 1918 deltog han i finska inbördeskriget som artillerispanare tillsammans med Carl-Erik Mannerheim. Därefter 1919-21 ägnade han sig åt handels- och språkstudier i Tyskland, Storbritannien och Frankrike. Åren 1921-25 var han anställd hos Skandinaviska kreditaktiebolaget, 1925-31 på C. Bert Lilja & Co, 1931-33 hos Ränte- och kapitalförvaltningsanstalten; åren 1933-37 var han sekreterare, 1937-45 generalsekreterare för KAK. Därefter var han VD för Nordiska automobil AB 1945-59, generalagent för Rootes Motor AB 1945-64.
Bucht hade även flera styrelseuppdrag, bl.a. var han ordförande för styrelserna i Rootes Motor, Famous School International, Ultra Electronics, Sellotape, Greer-Olear Hydrauliska AB.
Han var gift två gånger, med Lisa Maria Bodman och Ulla Hanner.
Han är begravd på Djursholms begravningsplats.